# بيكبريتيد الصوديوم
بيكبريتيد الصوديوم  ويدعى أيضاً بـهيدروكبريتيد الصوديوم هو مركب كيميائي له الصيغة NaHS .

## التحضير
يحضر هذا المركب من معالجة محلول هيدروكسيد الصوديوم مع كبريتيد الهيدروجين
كما يستحصل كناتج ثانوي من تحضير ثنائي كبريتيد الكربون CS2.

## الاستخدامات
- يستخدم في تعويم الخامات.
- يستخدم في صناعة الأصبغة.
- يستخدم لإزالة الشعر في الصناعات الجلدية.
- يدخل في الصناعات النسيجية والتعدينية.